# Izba Reprezentantów Urugwaju
Izba Reprezentantów (Cámara de Diputados) - izba niższa urugwajskiego parlamentu - Zgromadzenia Powszechnego (Asamblea General). 99 deputowanych jest wyłanianych na pięcioletnią kadencję w powszechnych wyborach.